# William W. Arnold

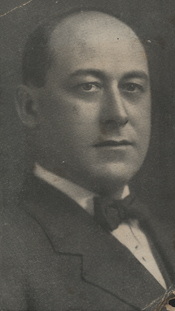
William W. Arnold

William Wright Arnold (* 14. Oktober 1877 in Oblong, Crawford County, Illinois; † 23. November 1957 in Robinson, Illinois) war ein US-amerikanischer Jurist und Politiker. Zwischen 1923 und 1935 vertrat er den Bundesstaat Illinois im US-Repräsentantenhaus.

## Werdegang
William Arnold besuchte die öffentlichen Schulen seiner Heimat und das Austin College in Effingham. Nach einem anschließenden Jurastudium an der University of Illinois in Urbana und seiner 1901 erfolgten Zulassung als Rechtsanwalt begann er in Robinson in diesem Beruf zu arbeiten. Politisch wurde er Mitglied der Demokratischen Partei. Bei den Kongresswahlen des Jahres 1922 wurde Arnold im 23. Wahlbezirk von Illinois in das US-Repräsentantenhaus in Washington, D.C. gewählt, wo er am 4. März 1923 die Nachfolge des Republikaners Edwin B. Brooks antrat. Nach sechs Wiederwahlen konnte er bis zu seinem Rücktritt am 16. September 1935 im Kongress verbleiben. Seit 1933 wurden dort die ersten der New-Deal-Gesetze der Bundesregierung unter Präsident Franklin D. Roosevelt verabschiedet.
Arnolds Rücktritt erfolgte nach seiner Ernennung zum Mitglied der Bundesberufungsbehörde für Steuerangelegenheiten (United States Board of Tax Appeals). Dies blieb er bis zum Eintritt in den Ruhestand am 30. Juni 1950. Außerdem bewirtschaftete er zwei große Farmen. William Arnold war damals auch Direktor verschiedener Banken in seiner Heimat. Er starb am 23. November 1957 in Robinson.